# FK REaMOS Kysucký Lieskovec
FK REaMOS Kysucký Lieskovec (celým názvem: Futbalový klub REaMOS Kysucký Lieskovec) byl slovenský fotbalový klub, který sídlil v obci Kysucký Lieskovec v Žilinském kraji.
Nejúspěšnější období prožíval klub v letech 2003 – 2004, kdy hrál druhou nejvyšší fotbalovou soutěž na Slovensku. Ve své první a zároveň i poslední druholigové sezóně obsadil sestupové čtrnácté místo. Před zahájením sezóny 2015/16 klub překvapivě odhlásil všechna svá družstva ze slovenských svazových soutěží, ženské družstvo dokonce mělo hrát ve zmiňované sezóně nejvyšší soutěž na Slovensku.
Své domácí zápasy odehrával na stadionu FK REaMOS s kapacitou 2 000 diváků.

## Historické názvy
Zdroj: 
- 1949 – založení
- FK REaMOS Kysucký Lieskovec (Futbalový klub REaMOS Kysucký Lieskovec)
- 2015 – zánik

## Umístění v jednotlivých sezonách
Stručný přehled
Zdroj: 
- 1998–1999: 4. liga SsFZ – sk. Sever
- 1999–2004: 3. liga – sk. Střed
- 2004–2005: 2. liga
- 2012–2014: 5. liga SsFZ – sk. Sever
- 2014–2015: 4. liga SsFZ – sk. Sever
- 2015–2016: 5. liga SsFZ – sk. A

Jednotlivé ročníky
Zdroj: 
Legenda: Z - zápasy, V - výhry, R - remízy, P - porážky, VG - vstřelené góly, OG - obdržené góly, +/- - rozdíl skóre, B - body, červené podbarvení - sestup, zelené podbarvení - postup, fialové podbarvení - reorganizace, změna skupiny či soutěže
| Slovensko (1998 – 2015) |                          |        |                                                 |                                                 |                                                 |                                                 |                                                 |                                                 |                                                 |                                                 |        |
| Sezóny                  | Liga                     | Úroveň | Z                                               | V                                               | R                                               | P                                               | VG                                              | OG                                              | +/-                                             | B                                               | Pozice |
| 1998/99                 | 4. liga SsFZ – sk. Sever | 4      | ...                                             | ...                                             | ...                                             | ...                                             | ...                                             | ...                                             | ...                                             | ...                                             |        |
| 1999/00                 | 3. liga – sk. Střed      | 3      | 29                                              | 18                                              | 7                                               | 4                                               | 51                                              | 31                                              | +20                                             | 61                                              | 3.     |
| 2000/01                 | 3. liga – sk. Střed      | 3      | 30                                              | 14                                              | 5                                               | 11                                              | 53                                              | 38                                              | +15                                             | 47                                              | 6.     |
| 2001/02                 | 3. liga – sk. Střed      | 3      | 29                                              | 14                                              | 9                                               | 6                                               | 36                                              | 22                                              | +14                                             | 51                                              | 4.     |
| 2002/03                 | 3. liga – sk. Střed      | 3      | 30                                              | 13                                              | 6                                               | 11                                              | 43                                              | 47                                              | -4                                              | 45                                              | 5.     |
| 2003/04                 | 2. liga                  | 2      | 30                                              | 6                                               | 11                                              | 13                                              | 18                                              | 47                                              | -29                                             | 29                                              | 14.    |
| ...                     |                          |        |                                                 |                                                 |                                                 |                                                 |                                                 |                                                 |                                                 |                                                 |        |
| 2012/13                 | 5. liga SsFZ – sk. Sever | 5      | 24                                              | 10                                              | 3                                               | 11                                              | 43                                              | 43                                              | 0                                               | 33                                              | 7.     |
| 2013/14                 | 5. liga SsFZ – sk. Sever | 5      | 24                                              | 8                                               | 5                                               | 11                                              | 38                                              | 43                                              | -5                                              | 29                                              | 10.    |
| 2014/15                 | 4. liga SsFZ – sk. Sever | 4      | 26                                              | 1                                               | 6                                               | 19                                              | 28                                              | 84                                              | -56                                             | 9                                               | 14.    |
| 2015/16                 | 5. liga SsFZ – sk. A     | 5      | Klub se odhlásil před zahájením ligové soutěže. | Klub se odhlásil před zahájením ligové soutěže. | Klub se odhlásil před zahájením ligové soutěže. | Klub se odhlásil před zahájením ligové soutěže. | Klub se odhlásil před zahájením ligové soutěže. | Klub se odhlásil před zahájením ligové soutěže. | Klub se odhlásil před zahájením ligové soutěže. | Klub se odhlásil před zahájením ligové soutěže. | 16.    |